# Норт Бонвил
Норт Бонвил (на английски: North Bonneville, в най-близък превод Северен Бонвил) е град в окръг Скамания, щата Вашингтон, САЩ. Норт Бонвил е с население от 593 жители (2000) и обща площ от 6,8 km². Намира се на 20 m надморска височина. ЗИП кодът му е 98639, а телефонният му код е 509.